# GRDF
 (septembre 2024).
Ne doit pas être confondu avec GRTgaz, autre filiale d'Engie s'occupant du transport de gaz naturel en France
Ne doit pas être confondu avec Teréga, entreprise s'occupant du transport de gaz naturel dans le sud-ouest de la France
Pour le réseau de distribution d'électricité, voir Enedis.
GRDF (Gaz Réseau Distribution France) est une société française de distribution de gaz fondée le 1er janvier 2008. Elle est un distributeur de gaz naturel en France et en Europe. C'est une filiale d'Engie.
GRDF a repris les activités préalablement assurées par EDF Gaz de France Distribution, qui opérait en tant que direction de Gaz de France dotée d'une indépendance de gestion.

## L'entreprise GRDF

### Création de l'entreprise
Dans le cadre de l'ouverture des marchés de l'énergie, la directive européenne de 2003 a imposé la séparation juridique des activités de distribution de gaz naturel de celles de production et de fourniture d'énergie. Ancienne direction de Gaz de France, GRDF a été créée le 1er janvier 2008 et est aujourd’hui une filiale indépendante du groupe Engie. À cette date, l’entreprise a hérité des activités de distribution de gaz naturel de Gaz de France. Aujourd’hui, GRDF est une société anonyme au capital de 1 800 745 000 euros.

### Principales missions
La distribution du gaz est une mission de service public. L’Etat définit la politique énergétique du pays. Cette mission est sous l'autorité de la Commission de régulation de l’énergie (CRE), chargée de la surveillance du marché de l’énergie en France, et des collectivités territoriales, chargées de la distribution de l’énergie à leur échelle. Propriétaires du réseau, elles en confient à GRDF la prise en charge,.
Dans le cadre de cette mission de service public, GRDF est chargé de la conception, de la construction, de l’entretien et de l’exploitation du réseau de distribution de gaz. Ce réseau est le plus important d’Europe (205 809 km) et couvre 9 500 communes.
Le développement du gaz est considéré comme élément de la transition énergétique ; il fait partie du contrat avec l’Etat. L'objectif est de distribuer une énergie plus respectueuse de l’environnement avec la production locale de gaz renouvelable.  
La distribution de gaz permet d'acheminer cette source d'énergie depuis les sites de production jusqu'aux consommateurs finaux. Sous l'égide de la Commission de Régulation de l'Énergie (CRE), ce système repose sur un réseau de transport et de distribution planifié et réglementé, soumis à des règles et des normes de sécurité, afin de pourvoir de manière sécurisée les foyers, les entreprises et les industries en gaz.
En tant que distributeur, GRDF se doit de garantir la qualité et la continuité de l’énergie livrée à ses 11 millions de clients ; il doit assurer le dépannage gaz pour tous les clients ; il coupe l'approvisionnement en gaz à la demande du fournisseur en cas de non-paiement par le client ; il peut réaliser des prestations techniques, (maintenance des réseaux et relève des compteurs) ; il ne fait que raccorder les particuliers et entreprises au réseau de distribution du gaz naturel (une fois raccordé, le consommateur choisit son fournisseur de gaz). 

### Contrat de Service Public
Le Contrat de Service Public (CSP) pour la période 2019-2023 définit les engagements de GRDF à travers 6 thématiques : sécurité d’approvisionnement en gaz et continuité du service public ; sécurité du réseau et des installations ; qualité des relations avec tous les clients ; développement équilibré des territoires ; transition énergétique ; innovation, recherche et développement.

### Principes du distributeur
GRDF propose un code de bonne conduite ; il établit les cinq grands principes guidant les pratiques du distributeur vis-à-vis des utilisateurs du réseau de distribution : indépendance de gestion, dans le respect des droits de l'actionnaire ; non-discrimination entre les fournisseurs, pour l’accès au réseau de distribution ; confidentialité des informations commercialement sensibles ; transparence vis-à-vis des utilisateurs du réseau de distribution ; objectivité dans l'information des utilisateurs et dans la réponse à leurs demandes.

### Conseil d'administration
Le conseil d'administration de GRDF est composé de 12 administrateurs :
- 9 administrateurs, dont 2 administrateurs indépendants, nommés par l'assemblée générale ;
- 3 administrateurs élus par les salariés de GRDF.

Chaque administrateur détient au moins une action dans le capital de GRDF. Il a une voix décisionnelle lors des réunions du conseil. La durée de sa fonction est de quatre années.
Le commissaire aux comptes est convoqué aux réunions du conseil d'administration qui examinent ou arrêtent les comptes de la société.
Le conseil d'administration est chargé de délibérer sur les orientations stratégiques, économiques, financières ou technologiques tout en veillant à la mise en œuvre de ses missions de service public.
Le conseil d'administration contrôle la fixation et l'exécution du budget, la politique de financement et d'investissement de GRDF. Au sein du conseil, trois comités préparent les travaux et les décisions du conseil sur les sujets de leur compétence : le comité des investissements, le comité d'audit et des comptes et le comité des rémunérations.

### Identité visuelle (logo)

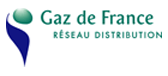
Logo de Gaz de France Réseau Distribution de 2002 à 2008
Logo de GRDF de 2008 à 2015
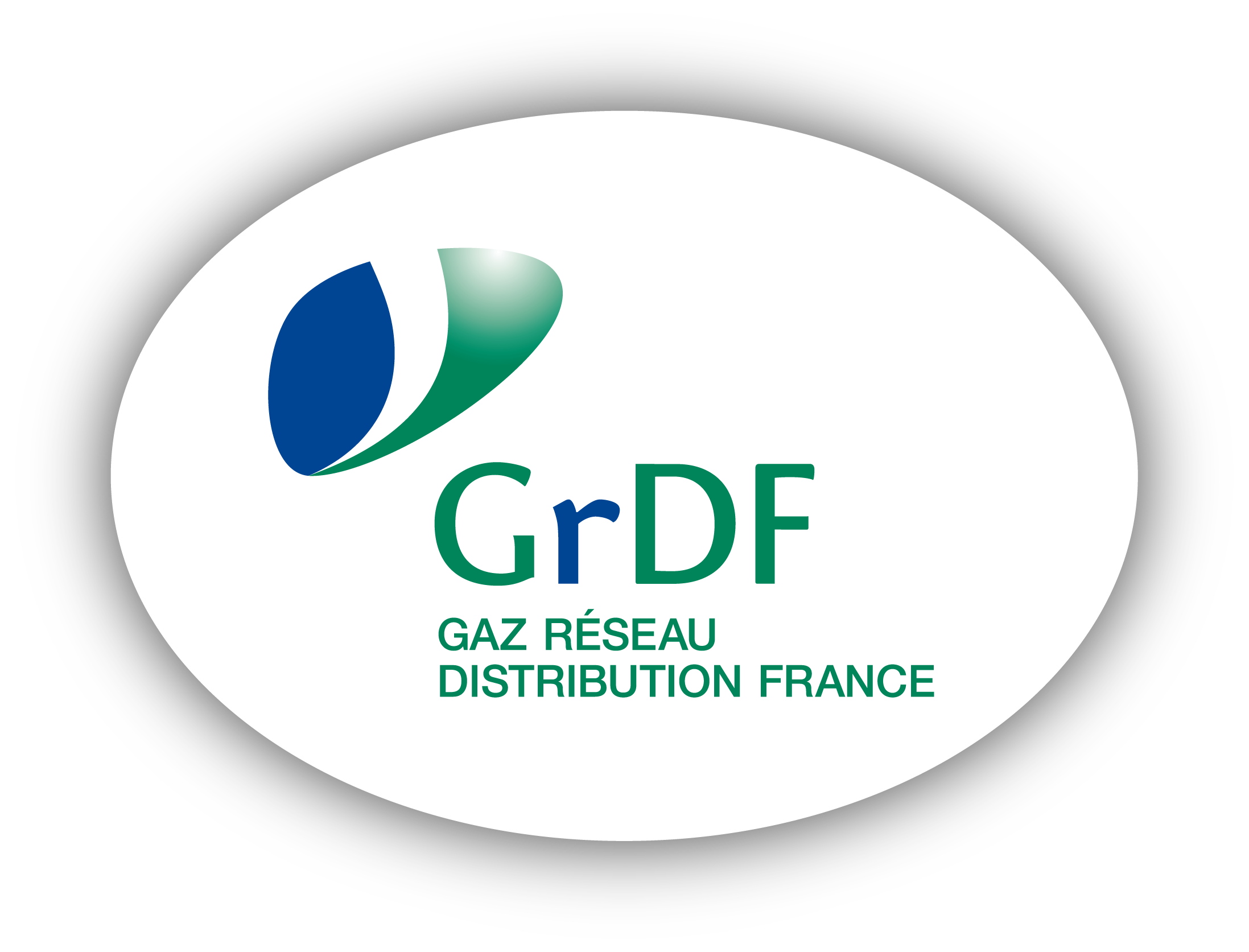
Variante de 2014 à 2015
Logo de GRDF d'octobre 2015 à 2024
Logo de GRDF depuis 2024

### Slogans
- De 2008 à 2012 : Accordons nos projets
- De 2012 à 2015 : Avec vous, en réseau
- De 2015 à 2018 : Vous apporter chaque jour le gaz naturel
- Depuis 2018 : Choisir le gaz, c'est aussi choisir l'avenir

### La relation distributeur / fournisseurs
GRDF a une obligation de neutralité vis-à-vis de l’ensemble des fournisseurs et achemine le gaz à leurs clients pour leur compte de façon impartiale.
Les fournisseurs de gaz naturel facturent à leurs clients la quantité d’énergie consommée (en kWh) ; pourtant, les compteurs de gaz ne mesurent pas l’énergie consommée mais le volume de gaz livré (en m3). Les fournisseurs passent de l’un à l’autre grâce au coefficient de conversion, ou coefficient thermique. Ce coefficient sert à transformer en énergie le volume mesuré par le compteur ; il est calculé selon deux critères : l’altitude et la composition du gaz. Plus une commune est située en altitude, plus le gaz est dit «léger». Autrement dit, en fonction de l’altitude, le gaz contient moins de matière, c’est-à-dire moins d’énergie.
Si le paramètre de l’altitude, une fois fixé, reste invariable dans le temps pour une même commune, il n’en est pas de même pour la composition du gaz. En effet, le pouvoir calorifique du gaz naturel varie selon sa provenance. Le nord de la France est plutôt approvisionné par du gaz B (Bas pouvoir calorifique) provenant des Pays-Bas. Le gaz distribué sur le reste du territoire est plutôt du gaz H (Haut pouvoir calorifique) provenant surtout de la mer du Nord, de la Russie, de l’Algérie. L’approvisionnement variant de façon quotidienne, avec un gaz plus ou moins riche, le coefficient de conversion change chaque jour.

### La relation distributeur / collectivités territoriales concédantes
Le contrat de concession pour la distribution publique de gaz, conclu entre chaque collectivité territoriale et GRDF, se compose de :
- Une convention, qui définit l’objet du contrat et sa durée ;
- Un cahier des charges qui précise le cadre de la délégation de service public et les modalités d’exploitation du réseau de distribution.

Le contrat de concession donne au concessionnaire GRDF un droit exclusif d’exercice de l’activité industrielle et d’utilisation des ouvrages gaz sur le périmètre concédé. Cette délégation de service public n’est cependant pas un abandon de pouvoir. Les autorités concédantes doivent s’assurer du bon exercice des missions confiées à GRDF et du respect des engagements pris dans le contrat de concession. Pour effectuer ce contrôle, les autorités concédantes s’appuient notamment sur le compte rendu d’activité de concession (CRAC) produit par GRDF chaque année, depuis 1994.

## Les objectifs de GRDF dans la décarbonation
La décarbonation est un axe central des actions de GRDF. L'entreprise cherche à devenir à la fois un distributeur de gaz de référence et un gestionnaire d'infrastructures durables, en développant les gaz verts, en aidant ses clients à réduire leur empreinte carbone et en diminuant ses propres émissions de gaz à effet de serre.
En 2023, GRDF a atteint ses objectifs de décarbonation fixés pour 2030 avec sept ans d'avance. L'entreprise a alors annoncé de nouvelles ambitions pour la fin de la décennie : elle vise une réduction de 50 % de ses émissions de gaz à effet de serre (GES) par rapport à 2009.
GRDF collabore à la transition énergétique en modernisant son réseau pour accueillir des sources d'énergie renouvelables et plus propres. L'entreprise participe à des projets de rénovation énergétique et de conversion fioul/gaz, pour promouvoir l'utilisation du gaz dans une perspective de neutralité carbone. Le gaz, décarboné et utilisé de manière appropriée, est un élément important du mix énergétique français,.
Pour réduire la consommation de gaz, GRDF mise sur la généralisation des compteurs connectés : ils permettent de mieux surveiller et optimiser l'usage énergétique des consommateurs.
Le gaz peut contribuer à l'économie circulaire en favorisant l'autonomie énergétique des territoires et en valorisant les déchets organiques sous forme de biométhane. Cela permet de réduire les émissions de gaz à effet de serre et de soutenir une gestion durable des ressources énergétiques.
GRDF modernise son réseau pour intégrer de nouvelles sources d'énergie et soutenir la rénovation énergétique.

## Gaz vert
En France, le gaz vert, principalement sous forme de biométhane, occupe une place importante dans la transition énergétique. Environ 5000 agriculteurs produisent du biogaz en faisant fermenter du fumier et des résidus de culture dans des méthaniseurs. Une fois purifié et odorisé par GRDF, ce biogaz devient du biométhane, prêt à être injecté dans les réseaux de distribution de gaz.
Fin 2023, 70 sites de méthanisation étaient en service ; 652 étaient connectés au réseau GRDF ; leur capacité de production annuelle était de 12 térawattheures. En plus des déchets agricoles, il y a d'autres sources de biométhane : les boues des stations d'épuration, les déchets non dangereux non incinérés, et une partie des biodéchets.
GRDF vise à ce que les gaz verts représentent 20 % du gaz injecté dans les réseaux en France d'ici 2030 grâce à la méthanisation, à la pyrogazéification, et à d'autres technologies,.

### Biogaz véhicule (BioGNV/GNV)
Le BioGNV et le GNV sont des carburants alternatifs qui réduisent significativement les émissions de gaz à effet de serre et la pollution de l'air. Le BioGNV, issu de la méthanisation de déchets organiques, offre une alternative écologique aux carburants fossiles. En plus de leurs avantages environnementaux, ces carburants favorisent  l'autonomie énergétique locale et la création d'emplois.
GDRF investit pour développer un réseau secondaire de stations de bio-GNV à proximité des méthaniseurs agricoles ; le but est de corréler les sites de méthanisation avec les besoins des agriculteurs et des territoires. Cette initiative répond aux enjeux actuels liés à la hausse des prix du carburant et aux nouvelles politiques environnementales.
En France, l'usage du gaz pour la mobilité se développe. La flotte de poids lourds fonctionnant au GNV est la plus importante d'Europe, avec 7 000 camions en 2022. Il est prévu qu'un camion sur cinq roule au GNV d'ici 2028. Les flottes de bus des grandes villes, ainsi que les bennes à ordures ménagères, adoptent également ce carburant.
Le BioGNV se distingue par une réduction de 80 % des émissions de CO2 et jusqu'à 70 % des oxydes d'azote (NOx) par rapport au diesel, tout en offrant un fonctionnement plus silencieux, et une réduction du bruit de 50 %.

## Le réseau exploité par GRDF

### Taille du réseau
Selon les résultats de l'année 2022, publiés le 23 juin 2023, GRDF fournissait en 2022 environ 11 millions de clients (10,4 millions de clients résidentiels, 420 000 sites tertiaires, 100 000 PME (petites et moyennes entreprises) et 30 000 clients industriels).
GRDF exploite un réseau d'environ 206 000 km en 2023, et achemine le gaz naturel au sein de 9 515 communes (soit environ 77 % de la population française).
GRDF est en concurrence avec une trentaine d’autres distributeurs. Ce sont des ELD (entreprises locales de distribution) : une vingtaine sont des sociétés issues d'anciennes régies municipales (Bordeaux, Strasbourg ou Grenoble par exemple) ; ou bien ce sont des sociétés privées plus récentes, agréées par les pouvoirs publics.
Chacune de ces entreprises assure toutes les missions du distributeur sur une zone géographique définie : le territoire de la concession.

### Propriété du réseau
Il faut souligner un point important : le réseau de distribution de gaz naturel est exploité par GRDF mais il appartient aux collectivités locales, c’est-à-dire aux communes ou départements. 
Ces collectivités peuvent se regrouper dans des syndicats intercommunaux pour veiller au bon travail de GRDF. Les autorités concédantes sont rassemblées au sein de la FNCCR (Fédération nationale des collectivités concédantes et régies).

## Sécurité du réseau
La sécurité du réseau gaz est une priorité pour GRDF, qui s'engage à garantir un approvisionnement fiable et sûr en énergie pour ses clients. Pour cela, GRDF investit chaque jour 1 million d'euros dans plusieurs domaines clés.

### Modernisation du réseau de gaz
GRDF consacre une part de ses ressources à la modernisation du réseau de gaz. Cela inclut le remplacement des infrastructures vieillissantes, l'installation de nouveaux équipements de sécurité et la mise en place de technologies avancées pour optimiser la distribution du gaz.

### Maintenance et dépannage sur le réseau
Une maintenance régulière doit assurer le bon fonctionnement du réseau gaz. GRDF affecte des équipes spécialisées pour inspecter, entretenir et réparer les installations, prévenir les incidents et assurer la continuité de service pour les clients.

### Surveillance du réseau
La surveillance du réseau gaz doit permettre de détecter rapidement les anomalies et les fuites potentielles. Des systèmes de surveillance de GPRF, tels que des capteurs de pression et des dispositifs de détection de gaz, surveillent l'état du réseau et amènent à prendre des mesures préventives en cas de besoin,.

### Formation et sensibilisation des professionnels
GRDF forme et sensibilise les professionnels du gaz et du BTP aux meilleures pratiques de sécurité. Des programmes de formation sont en place afin que les intervenants sur le terrain disposent des compétences et des connaissances nécessaires pour travailler en toute sécurité dans l'environnement du gaz.

### Les interventions sur le réseau

#### Urgence Sécurité Gaz

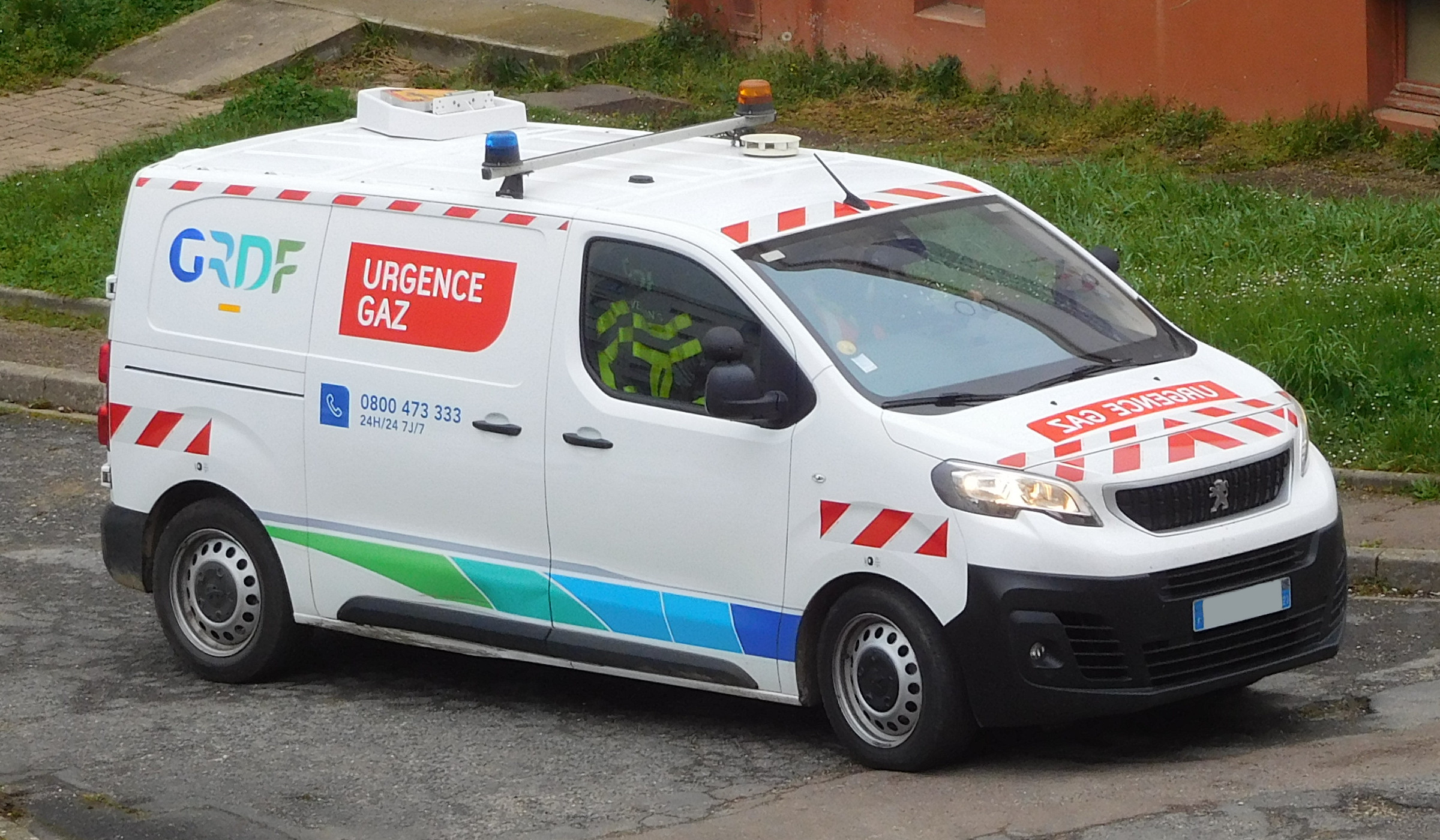
Camion d'intervention GRDF Peugeot Expert III

GRDF assure le dépannage et les interventions d’urgence sur le réseau (fuite de gaz, remplacement de canalisation, etc.) via un Centre d’Appel : Urgence Sécurité Gaz (USG). Une ligne spéciale est dédiée aux pompiers. Une fois informé, l'USG appelle le technicien le plus proche du site.

## Injection de biométhane
La valorisation du biogaz, notamment en biométhane, fait partie des missions de GRDF selon le code de l'énergie.
Chaque projet d’injection dans le réseau de gaz naturel est unique et conçu selon le type de déchet traité, le réseau existant et la courbe de production de biométhane. Pour chaque demande d’injection de biométhane, GRDF doit étudier la faisabilité technique du projet sous certains aspects touchant le réseau :
- pression et capacité du réseau à absorber le débit pendant les périodes creuses ;
- qualité du gaz et odorisation ;
- contrôle de l’injection (et des non-conformités) ;
- comptage.

La position du point d'injection de biométhane et les quantités doivent être compatibles avec la capacité du réseau et ses conditions d'exploitation.
Il faut préserver l’intégrité des ouvrages du gestionnaire de réseau vis-à-vis des risques de réaction chimique et de modification des caractéristiques physiques de ses matériaux constitutifs ; il faut aussi garantir l’acheminement vers les clients d’un gaz apte à la combustion et conforme à la réglementation en vigueur ; pour cela, le biométhane doit être conforme aux prescriptions techniques prises en application du décret 2004-555 du 15 juin 2004 et publiées sur le site Internet de GRDF.
Depuis la première injection réalisée au Centre de valorisation organique de Sequedin en 2011, la filière se développe : elle compte 84 sites en mars 2019, dont 73 sur le réseau GRDF.

## Coopérations internationales
En 2018, lors de la 20e rencontre des Premiers ministres québécois et français, GRDF et GRTgaz signent une convention avec le canadien Énergir. Elle les engage dans l’économie circulaire, la diminution des émissions de gaz à effet de serre, les énergies renouvelables et l’innovation gazière (dispositifs et technologies de comptage, usages et mobilité gaz). Ils annoncent vouloir mutualiser leurs connaissances sur ces thèmes. Le but est d'atteindre 30 % de gaz renouvelable (« gaz vert ») injecté dans les réseaux en 2030. 

## Prospective
GRDF est affecté en 2023 par la forte hausse des prix du gaz, due à la Guerre russo-ukrainienne, à une météo clémente et aux mesures de décarbonation et d'économies d'énergie faites cette année (à la suite des actions encouragées de sobriété énergétique). GRDF a vendu moins de gaz, et compte sur ses molécules renouvelables pour pérenniser son activité.

## Accusation de licenciements discriminatoires
La Confédération générale du travail accuse en mai 2023 la direction de GRDF d'avoir licencié des agents pour leur participation à une grève fin 2022. Le syndicat pointe également des dossiers montés sur « des faits de grève ou des faits du travail complètement bidons » et publie l'enregistrement d'un entretien informel semblant confirmer les accusations de discriminations. La direction nie pour sa part tout licenciement discriminatoire.